# Stanična jezgra
Stanična jezgra nosi staničnu genetsku uputu koja određuje razvoj organizma. Okružena je dvjema membranama (jezgrinom ovojnicom), sastavljena od bjelančevina i dvaju slojeva lipida. Ona sadrži brojne rupice (jezgrine pore), koje propuštaju određene tvari iz jezgre i u jezgru. Jezgra sadrži jezgricu u kojoj se formiraju dijelovi ribosoma koji odvojeno izlaze u citoplazmu gdje se spajaju u ribosom.
Prvi ju je opisao Robert Brown 1831. godine.
U jezgri se nalazi mala organela, jezgrica koja diktira sintezu molekule RNK. Uloga: u sebi nosi genski materijal iz kojeg dolaze upute za sve životne aktivnosti stanice, u njoj je smještena molekula DNK koja je povezana proteinima i smještena u nukleoplazmu, unutarnji prostor jezgre.
Sljedeće strukture čine staničnu jezgru:
- jezgrina ovojnica
- jezgrina lamina
- nukleoplazma
- jezgrin matriks
- kromatin/kromosomi
- stanična jezgrica

Uloga stanične jezgre je:
- genska informacija u DNK
- reduplikacija (odvostručenje) DNK
- transkripcija (prepisivanje) DNK
- RNK-obrada ("RNA splicing")
- dioba (mitoza, mejoza)
- izgradnja ribosomskih podjedinica

## Vanjske poveznice
- Repozitorij Fakulteta kemijskog inženjerstva i tehnologije u Zagrebu  Arhivirana inačica izvorne stranice od 25. ožujka 2017. (Wayback Machine) Jezgra i organizacija nasljedne tvari, Unutarnja organizacija jezgre, slajd 6-7